# 下方族
下方族（越南语：／），又稱花漢人（người Hoa Hán），是越南官方目前未識別的民族之一，目前分类為54个民族中越南華人的分支之一。但在1962年，越南統計總局將其獨立為華族以外之民族。
下方人超過2000人，於20世紀60年代初從中國移民至越南。他們與越南少數民族當中的華族群具有相同的血統，並使用西南官話。但服飾和習俗與赫蒙族和倮倮族以及中國雲南省的白族相似。他們散居於奠邊省南坡縣、孟查縣、芒㖇縣、朵佐縣，以及河江省官壩縣等中越邊境地區。

## 服裝
下方族的服裝和其他華族十分不同，婦女平時身穿彩色立領滾邊斜襟衣，下身著滾邊黑裙。
另外婦女們也會用黑布來包裹頭髮。

### 繡鞋
繡鞋（下方話稱作 liển hài）由婦女手工縫製和刺繡而成，供家人穿戴使用。 除此之外，下方人也會製作專門的鞋子，賣給赫蒙族人當作祭祀先人的祭品。

下方族繡鞋

下方人所製作的鞋子種類繁多，如男鞋、女鞋、老人鞋、新郎新娘鞋等。 老人和新郎的鞋子只有黑色，鞋尖為圓頭封閉設計。 至於男女鞋，以及青年鞋，都是色彩斑斕、質感較為細膩的鞋子。 男鞋和女鞋的區別在於，女鞋的鞋頭是封閉的，而男鞋的鞋頭和鞋體是部分敞開的。
製作下方人繡花鞋的主要材料包括：布、竹子、縫線、繡花線、膠水、紙，並輔以剪刀、小刀、縫紉針、繡花針、蜂蠟塊等工具。 縫合鞋底和鞋身必須是厚實、堅韌耐用的面料（通常使用泰國進口的手工布料）。
縫紉線是由一種稱為 cây mà 的樹皮製成的，是一種堅固、柔韌、且吸水性較低的纖維。下方人會從砍下的樹幹中取出樹心，將其搗碎並再放入沸水中軟化，然後將其乾燥。 曬乾後的纖維會先被撕碎，之後連接在一起並編織成小紗線，再透過紡紗蒐集後，就可以根據需要使用。

## 節慶

### 年節
下方人和其他華人一樣，有過春節的習慣。大年初三十下午，家家宰殺雞祭祖，並且準備湯圓當作祭祖的重要祭品。 因為下方人起源於從中國，所以春節祭品中必定有橘子、金桔、柚子等象徵：金、木、水、火、土五行的水果（根據下方語讀音，橘子讀“cát”，代表吉祥，橙子讀“kấm tsản”，代表金……）。

下方族家中正廳的神案

為了準備春節，每個家庭會仔細打掃房屋並為春節假期準備足夠的食物。並且會根據情況在前一年的年底前準備好豬肉以慶祝新年。 迎接春節的豬通常在前一年的陽曆十月左右就屠宰。並將其加工成火腿等適合保存的醃漬物。特別是四支豬大腿會掛在廚房閣樓上風乾到春節。而豬的頭和一隻前腿和一隻後腿必須要保存到農曆大年初三十（農曆）祭祖。

### 越南語
- . Hà Nội, NXB Khoa học Xã hội. 1978. "Dân tộc Hoa": trang 388-395

### 英語
- Grant Evants. . Palgrave Macmillan. 2000. ISBN 9780312236342. Chapter 13: Cross-Border Categories: Ethnic Chinese and the Sino-Vietnamese Border at Mong Cai

## 資源來源
1. ↑  Tổng Cục Thống Kê 1962:35
2. ↑  范宏貴(1988)，〈從雲南遷入越南的民族〉《西南民族史研究》。昆明：雲南人民出版社。
3. ↑  Nguồn gốc của người Xạ Phang （页面存档备份，存于）. Vov4, 20/2/2017.
4. ↑  Tết của dân tộc Xạ Phang tỉnh Điện Biên （页面存档备份，存于）. Cổng Thông tin điện tử tỉnh Điện Biên, 2/1/2017.
5. ↑   （页面存档备份，存于）. BÁO DÂN TỘC VÀ PHÁT TRIỂN, 12/1/2021.